# Чердаклы (станция)
Чердаклы́ — железнодорожная станция Волго-Камского региона Куйбышевской железной дороги. Расположена в посёлке городского типа Чердаклы Ульяновской области. Находится на участке с тепловозной тягой Ульяновского хода Транссиба. Начало эксплуатации в 1902  году.

## История
До постройки станции здесь была проложена Мелекесская железнодорожная дорога (с 1907 года —  Волго-Бугульминская железная дорога) от станции Часовня-Пристань (у слободы Канавы) до станции Мелекесс, а с 1 ноября 1900 года от остановочного пункта Часовня-Пристань до Мелекесса стал ходить товарный поезд . В 1902 году открылась станция Чердаклы. В 1905 году было открыто здание железнодорожного вокзала. До середины 1950-х годов  железнодорожная станция была как отдельное поселение, в которое входило: ст. Чердаклы и три железнодорожные будки, в двадцати трёх домах которых жило 91 человек — семьи, обслуживающие железнодорожную инфраструктуру.

## Деятельность
На станции осуществляются:
- Продажа билетов на пассажирские поезда. Приём и выдача багажа не производится.
- Приём и выдача грузов на подъездных путях (путях необщего пользования) и местах необщего пользования.
- Приём и выдача крупнотоннажных 20 футовых контейнеров массой брутто до 24 тонн включительно на подъездных путях (путях необщего пользования).
- Приём и выдача крупнотоннажных 10, 20, 30, 40, 45 — футовых контейнеров массой брутто до 30, 48 тонн включительно на подъездных путях (путях необщего пользования).
- Приём и выдача крупнотоннажных 20 футовых контейнеров массой брутто до 41 тонны включительно на подъездных путях (путях необщего пользования).
- Приём и выдача крупнотоннажных 10, 30, 40, 45 — футовых контейнеров массой брутто до 41 тонны включительно на подъездных путях (путях необщего пользования).

## Дальнее следование по станции
По состоянию на февраль 2025 года через станцию курсируют следующие поезда дальнего следования:

### Круглогодичное движение поездов дальнего следования
| № поезда | Маршрут движения   | № поезда | Маршрут движения   |
| -------- | ------------------ | -------- | ------------------ |
| 049М     | Уфа — Москва       | 050Й     | Москва — Уфа       |
| 391У     | Челябинск — Москва | 392У     | Москва — Челябинск |

### Сезонное движение поездов дальнего следования
| № поезда | Маршрут движения | № поезда | Маршрут движения |
| -------- | ---------------- | -------- | ---------------- |
| 451Г     | Ижевск — Адлер   | 452С     | Адлер — Ижевск   |